# 彭心晨
彭心晨（1992年3月8日—），原名彭梦莹，中國女演員，出生於江西南昌。2016年，首度拍攝人氣電视剧 《是！尚先生》 中的超人气女摸Angela，其人氣急升。2017年5月参与剧组 《玫瑰与饼干》中扮演主演夏英，12月个人电影处女秀 《巨额来电》中扮演林晓琴上映。毕业于上海音乐学院，与熊梓淇和陈学冬是同班同学。

## 影視作品

### 電視劇
| 年度 | 剧名       | 角色   |                    |
| 2016 | 是！尚先生 | Angela | Pretty杂志使用模特 |
| 2018 | 玫瑰与饼干 | 夏英   |                    |

### 電影
| 年份 | 片名             | 角色                   |
| 2015 | 小時代：靈魂盡頭 | 客串与姜潮对话的女职员 |
| 2017 | 巨额来电         | 林晓琴                 |

### 音乐作品
| 年份 | 歌名                       | 角色          |
| 2016 | 是！尚先生片头曲《碎碎念》 | 客串M/V为伴舞 |

## 外部連結
- 彭心晨的新浪微博